# Шулька
Шу́лька (рос. Шулька, башк. Шүлкә) — хутір у складі Баймацького району Башкортостану, Росія. Входить до складу Іткуловської 1-ї сільської ради.
Населення — 181 особа (2010; 235 в 2002).
Національний склад:
- башкири — 100%